# 石俊杰
石俊杰（せき　しゅんけつ、Junjie Shi 1980年11月12日- ）は中国出身の柔道選手。階級は52kg級。

## 人物
2007年のアジア選手権で優勝した。その後リオデジャネイロで開催された世界選手権では、準決勝で北朝鮮の安琴愛を判定で破ると、決勝ではポルトガルのテルマ・モンテイロを効果で破って優勝を果たした。しかし、翌年の北京オリンピックにはアテネオリンピックのこの階級で優勝した冼東妹が代表となったために出場できずに終わった。

## 主な戦績
- 2002年 - グランプリ・青島　優勝
- 2006年 - フランス国際　優勝
- 2006年 - 東アジア柔道選手権大会　2位
- 2006年 - 韓国国際　優勝
- 2007年 - アジア選手権　優勝
- 2007年 - 世界選手権　優勝
- 2008年 - 世界柔道団体選手権大会　3位